# Gaba energia
Gaba Energía és el nom comercial de Gaba comercialitzadora d'electricitat S.L.U., una empresa Gallega tecnològica dedicada a la comercialització d'energia elèctrica 100% renovable. El seu domicili social se situa a Lugo. Des del 2022 dona servei al mercat espanyol peninsular. El nom deriva del neurotransmissor Àcid γ-aminobutíric, que produeix tranquil·litat.
Gaba desenvolupa dues activitats: la comercialització d'energia renovable principalment a particulars i la venda d'instal·lacions d'autoconsum, productes de mobilitat, manteniment i eficiència energètica a través de Gaba Store, la botiga virtual.
Destaca el seu ús d'intel·ligència artificial per personalitzar preus als clients, optimització automàtica de potència, predicció de consum i recomanacions; així com la utilització de blockchain en la contractació.